# 凱爾門
凱爾門是保加利亞的城鎮，位於該國東南部，距離首府斯利文24公里，由斯利文州負責管轄，面積42.12平方公里，海拔高度160米，2010年人口1,910。
42°30′N 26°15′E / 42.500°N 26.250°E